# (15992) Cynthia
(15992) Cynthia est un astéroïde de la ceinture principale.

## Description
(15992) Cynthia est un astéroïde de la ceinture principale. Il fut découvert le 18 décembre 1998 à Eskridge par Gary Hug. Il présente une orbite caractérisée par un demi-grand axe de 2,32 UA, une excentricité de 0,07 et une inclinaison de 6,5° par rapport à l'écliptique.

## Compléments